# 김동진 (축구인)
김동진(한국 한자: 金東真, 1973년 6월 9일 ~ )은 대한민국의 전 축구 심판이며, AFC 심판평가관으로 재직 중이다.

## 심판 경력
2005년부터 국제 축구 연맹(FIFA) 소속 국제 심판으로 활약하기 시작하였으며 이후 2010년 FIFA 월드컵 아시아 지역 예선, 2011년 AFC 아시안컵, 2011년 FIFA U-20 월드컵, 2014년 FIFA 월드컵 아시아 지역 예선, 2016년 AFF 스즈키컵에서 활동했다. 안동과학대학교 축구과 교수다. 2023년 대한축구협회의 심판위원회 위원장으로 임명 되었고, 4월 초 이사진 일괄 사퇴로 물러났다. 항저우 아시안 게임 AFC 심판강사 및평가원으로 활동 하였다.